# Airto Moreira
Airto Guimorvan Moreira (Itaiópolis, 5 agosto 1941) è un batterista e percussionista brasiliano di jazz, famoso per le sue collaborazioni con Miles Davis, i Weather Report e molti altri importanti gruppi fusion degli anni settanta.

## Biografia
Moreira nacque a Itaiópolis, in Brasile; crebbe a Curitiba e poi a San Paolo. 
Talento precoce, a tredici anni era già un musicista professionista, e nel 1967 si rivelò al grande pubblico registrando l'album Quarteto Novo con Hermeto Pascoal. Poco dopo seguì la moglie, la cantante Flora Purim, negli Stati Uniti.
A New York iniziò diverse collaborazioni con musicisti locali, quali il bassista Walter Booker che lo presentò a Joe Zawinul, che a sua volta lo introdusse a Miles Davis. Davis aveva da poco iniziato a sperimentare strumenti elettrici e sonorità che fondevano il jazz con ritmiche rock e funk, esperimenti che sarebbero culminati con la creazione di un nuovo stile musicale, la musica fusion. Moreira fu ingaggiato da Davis, con cui rimase circa due anni, seguendolo in diversi tour e prendendo parte alla registrazione dell'album che è considerato il primo vero e proprio lavoro fusion, Bitches Brew. Lasciato Davis, Moreira si unì al nuovo gruppo di Zawinul, i Weather Report suonando le percussioni nel loro primo album. Subito dopo divenne il batterista della formazione di Chick Corea, i Return to Forever, partecipando in questo ruolo all'incisione di due album, Return to Forever (dove cantava anche Flora Purim) e Light as a Feather, che sono oggi considerati dei classici del genere fusion. Moreira ha anche partecipato a molti degli album di percussione di Mickey Hart per la collana The World della Rykodisc.
Nel corso degli anni Moreira ha collaborato con alcuni tra i maggiori nomi del jazz della seconda metà del XX secolo: Cannonball Adderley, Lee Morgan, Paul Desmond, Wayne Shorter, Dave Holland, Jack DeJohnette, John McLaughlin, Keith Jarrett, Zakir Hussain, George Duke, Mickey Hart e Carlos Santana. Si è esibito in concerti sia con orchestre sinfoniche sia come solista: nei suoi concerti dal vivo, si cimenta in un solo durante il quale riproduce il suono di un'intera sezione di percussioni usando solamente un pandeiro.
Tra i suoi ultimi progetti, si ricordano il suo concerto per la riapertura della Biblioteca di Alessandria in Egitto, e i suoi seminari alla UCLA. Nel 2005 ha fondato il gruppo Jam Band, nella cui formazione figura, come cantante, la figlia Diana Moreira.
Nel 2010, partecipa all'album The crossing di Eumir Deodato, prodotto in Italia da Pino Nicolosi e Lino Nicolosi; l'album vede anche la partecipazione di Al Jarreau, Billy Cobham, Paco Sery,  John Tropea e Novecento.
Come compositore, Moreira ha realizzato anche colonne sonore per il cinema  (Apocalypse Now , Ultimo tango a Parigi) e per la televisione.

## Vita privata
Ha vissuto per molto tempo a Los Angeles con la moglie, ritornando poi in Brasile. La coppia ha una figlia, Diana. Nel 2023 i due coniugi sono entrati nel Retiro dos Artistas di Rio de Janeiro, in seguito a gravissimi problemi finanziari e al deteriorarsi dello stato di salute di Airto.

## Riconoscimenti
- È stato riconosciuto miglior percussionista nella “Down Beat Magazine's Critics Poll” per tre volte: nel 1975, nel 1982 e nel 1993[2].
- Nel settembre del 2002, il presidente brasiliano Fernando Henrique Cardoso ha conferito ad Airto Moreira e Flora Purim l'“Ordine del Rio Branco”, una delle più alte onorificenze brasiliane.

## Discografia parziale
- Natural Feelings (CD 1970 One Way, Flora Purim, Hermeto Pascoal, Ron Carter, Sivuca)
- Seeds on the Ground (CD 1971 One Way, Flora Purim, Dom Um Romão, Hermeto Pasocal, Ron Carter, Severino de Oliveira, Sivuca)
- Fingers (CD 1972 Vivid Sound Corp. Flora Purim, David Amaro, Hugo Fattoruso, Jorge Fattoruso, Ringo Thielmann)
- Free (CD 1972 CTI/CBS, Flora Purim, Alan Rubin, Burt Collins, Chick Corea, Garnett Brown, George Benson, Hubert Laws, Jay Berliner, Joe Farrell, Joe Wallace, Keith Jarrett, Mel Davis, Nelson Ayers, Ron Carter, Stanley Clarke, Wayne Andre)
- Virgin Land (CD 1974 Salvation, Flora Purim, Alex Blake, David Amaro, Eddie Daniels, Gabriel DeLorme, George Duke, George Marge, Jane Taylor, Kenny Ascher, Milcho Leviev, Stanley Clarke)
- Identity (CD 1975, Flora Purim, David Amaro, Egberto Gismonti, Herbie Hancock, John Heard, John Williams, Luis Johnson, Raúl de Souza, Roberto, Ted Lo, Wayne Shorter)
- Promises of the Sun (LP 1976 Arista, Flora Purim, Hugo Fattoruso, Milton Nascimento, Novelli, Raúl de Souza, Toninho Horta)
- I'm Fine, How Are You? (CD 1977 Warner Music Japan, Flora Purim, Abraham Laboriel, Byron Miller, Charle Icarus Johnson, Hugo Fattoruso, Jaco Pastorius, Laudir de Oliveira, Manolo Badrena, Oscar Castro Neves, Raúl de Souza, Ruben Rada, Tom Scott)
- Touching You… Touching Me (CD 1979 Warner Music Japan, Flora Purim, Al Ciner, Alphonso Johnson, Bayette, George Duke, George Sopuch, Herb Alpert, Hugo Fattoruso, Joe Farrell, Jose Bertrami, Laudir de Oliveira, Manolo Badrena, Marcos Valle, Michael Boddicker, Nivaldo Ornellas, Peter Bunetta, Richard Feldman, The Sweet Inspirations)
- Misa Espiritual: Airto's Brazilian Mass (LP 1984 Harmonia Mundi, Gil Evans, WDR Big Band, WDR Strings, Marcos Silva)
- Latino: Aqui Se Puede (CD 1986 Montuno, Flora Purim, Alphonso Johnson, Cachete Maldonado, Donaldo Alias, Frank Colon, Geni da Silva, Giovanni Hidalgo, Jeff Elliot, Joe Farrell, Jorge Dalto, Kei Akagi, Keith Jones, Larry Nass, Laudir de Oliveira, Oscar Castro Neves, Rafael Jose, Raúl de Souza, Tite Curet Alonso, Tony Moreno)
- Samba De Flora (CD 1988 Montuno, Flora Purim, Alphonso Johnson, Angel Maldonado, Bruce Bigenho, David Tolegian, Dom Camardella, Don Alias, Frank Colon, Giovanni Hidalgo, Jeff Eliot, Jill Avery, Joe Farell, Jorge Dalto, Kei Akagi, Keith Jones, Larry Nass, Laudir de Oliveira, Luiz Munoz, Michael Shapiro, Rafael Jose, Randy Tico, Raúl de Souza, Roland Bautista, Rolando Gingras, Tony Moreno)
- Struck by Lightning (CD 1989 Venture, Flora Purim, Bob Harrison, Chick Corea, Gary Meek, Herbie Hancock, Jose Neto, Junior Homrich, Marcos Silva, Mark Egan, Mike Shapiro, Randy Tico, Stanley Clarke)
- Killer Bees (CD 1989 B&W, Flora Purim, Chick Corea, Gary Meek, Herbie Hancock, Hiram Bullock, Mark Egan, Stanley Clarke)
- The Other Side of This (CD 1992 Rykodisc, Flora Purim, Amrita Blain, Babatunde Olatunji, Caryl Ohrbach, Cheryl McEnaney, Diana Booker, Dr.Verna Yater, Frank Colon, Giovanni Hidalgo, Jana Holmer, Justine Toms, K.C.Ross, Kitaro, Leah Martino, Margaret Barkely, Margie Clark, Mickey Hart, Rose Solomon, Sedonia Cahill, T.H.'Vikku' Vinayakram, Zakir Hussain)
- Revenge of the Killer Bees (remix) (CD 1998 Electric Melt, Flora Purim, Chick Corea, Gary Meek, Herbie Hancock, Hiram Bullock, Mark Egan, Stanley Clarke)
- Homeless (CD 1999 Melt 2000, TBA)
- Code: Brasil Target: Recife (CD 1999 Melt 2000, TBA)
- Stephen Kent Live at Starwood (CD & DVD 2005)